# Muxta xanthopa
Muxta xanthopa là một loài bướm đêm thuộc phân họ Arctiinae, họ Erebidae.